# Розмокання гірських порід
Розмока́ння — здатність матеріалу (наприклад, глинистих гірських порід, гранул, брикетів тощо) при всмоктуванні води втрачати зв'язність частинок і руйнуватися. Основний показник, що характеризує цю властивість — швидкість розмокання матеріалу, яка залежить від вмісту в ній глинистих частинок і їх мінерального складу.

Порівняння природної вологості глини з вологістю, що відповідає межам її пластичності, дозволяє з деякою точністю оцінювати стан глини і її можливості руйнування при промивці.

## Визначення розмокання

- Визначення розмокання за глибиною занурення балансирного стандартного конуса. Зразки для досліджень готують за допомогою приладу Васильєва, зображеного на рис. 1 а. При досягненні граничного набухання, що фіксується цим приладом, досліджений зразок випробовують балансирним конусом масою 76 г та кутом конусності 30о (рис. 1 б). Глибина h занурення конуса, що служить показником розмокання зразка, визначається за шириною d відбитка.

- Визначення розмокання у посудині здійснюється таким чином: з монолітної глинистої породи вирізають кубик зі стороною 5 см, кладуть на сітку з чарунками розміром 1 см і поміщають у посудину з водою. Швидкість розмокання визначається часом, протягом якого зразок повністю розмокає та провалюється крізь сітку.

- Лабораторні дослідження. При лабораторному дослідженні вихідної руди для відділення глинистої складової від грудкової застосовують промивку без механічного впливу з використанням перфорованого барабана розміром 380х550 мм (рис. 4). Барабан з отворами 10х10 мм покритий сіткою з чарунками 4х4 мм. Усередину барабана через зрошувальну трубу підводять воду під тиском. Промивка матеріалу в барабані забезпечує обережний режим, при якому стирання рудної частини практично виключено.

Попередня підсушка глини значно скорочує час її розмокання та розмиву. Швидкість розмиву глини збільшується також при попередньому замочуванні корисної копалини, що містить глину, протягом 6 – 8 год. Розмивна здатність води зростає з підвищенням її температури. При підігріві води з 10 до 40оС швидкість розмиву глин збільшується у 2 рази. Добавка реагентів-пептизаторів (рідке скло, їдкий натр, кальцинована сода) при середній витраті 0,1 – 0,2% від маси корисної копалини, що промивається, також збільшує швидкість розмиву глин.